# Alfa Romeo Monoposto 8C 35
L'Alfa Romeo Monoposto 8C 35 è stata l'autovettura da competizione prodotta dall'Alfa Romeo dal 1935 al 1936 e derivata dalla precedente Tipo B P3.

## Il contesto
Fu progettata da Vittorio Jano come erede della Tipo B P3 per contrastare lo strapotere Mercedes-Benz e Auto Union nei Gran Prix.

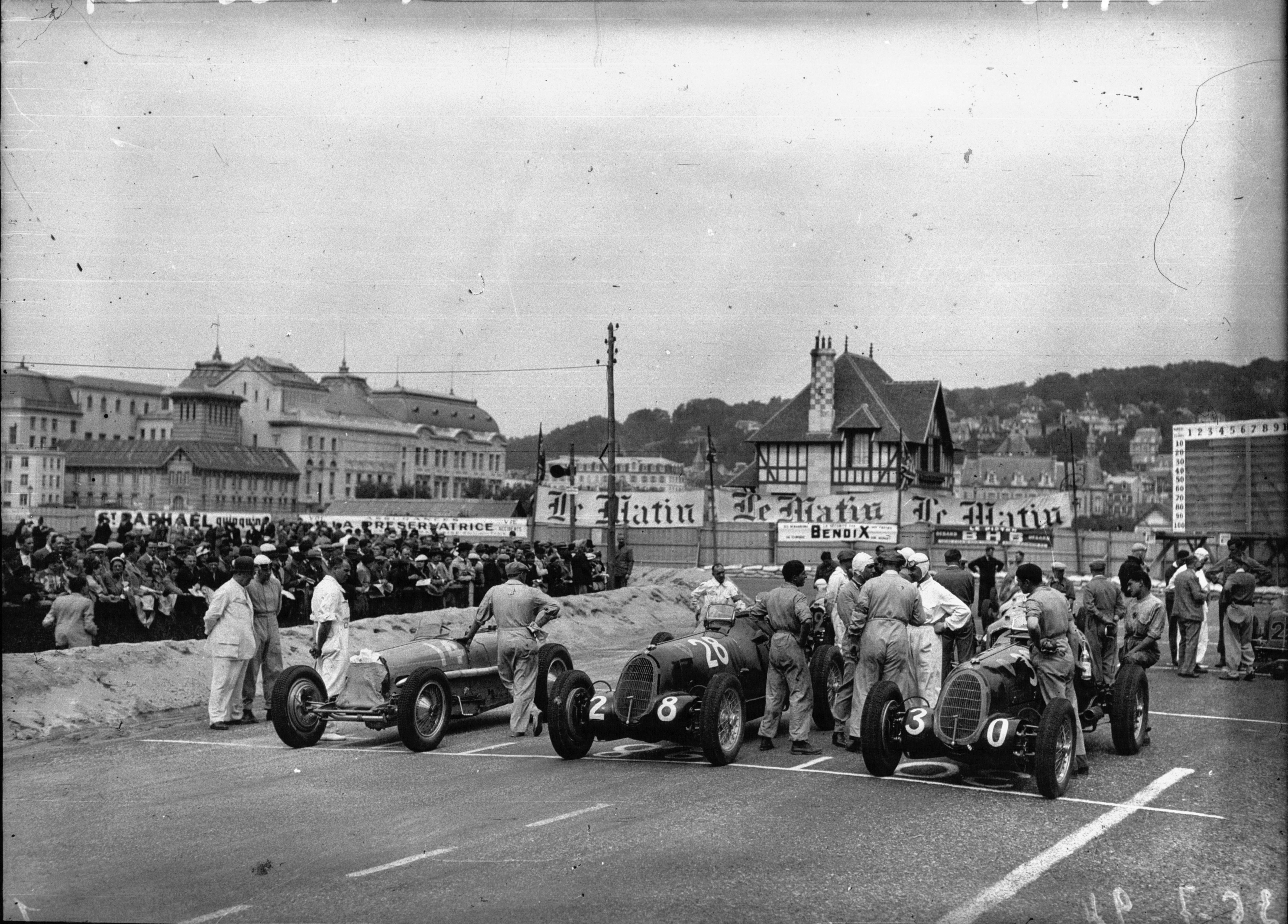
Griglia di partenza del Gp di Deauville 1936, in prima fila due Alfa Romeo 8C 35

La prima versione della Tipo C ereditava il motore 8 cilindri in linea portato fino a 3800 cm3 che erogava 330 CV (246 kW) a 5.500 giri al minuto dalla P3 ma venne progettata anche per accoglier un motore V12 di nuova concezione. Rispetto alla P3 manteneva il telaio a longheroni e traverse in acciaio ma per la prima volta una vettura da Gran Prix Alfa Romeo aveva le sospensioni a 4 ruote indipendenti. Il cambio manuale a 4 marce venne disposto in blocco con il differenziale sul ponte posteriore secondo lo schema transaxle.
Al debutto al Gran Premio d'Italia 1935 la vittoria sfuggì di un soffio a Tazio Nuvolari, a questo seguirono altri buoni piazzamenti e delle vittorie nazionali ma la prima vittoria di livello internazionale giunse solo alla Coppa Ciano 1936.
Nonostante la bravura di piloti come Carlo Maria Pintacuda e Jean-Pierre Wimille la vettura non ottenne successi di rilievo; probabilmente a causa della scarsa potenza del motore. Per questo motivo nello stesso periodo venne preparata una vettura originale, fornita di un doppio propulsore, la 16C Bimotore, che tuttavia non riscosse il successo sperato.
Nonostante l'anno successivo fosse stata presentata l'Alfa Romeo Tipo C 12C, sua naturale evoluzione, la 8C 35 continuò a gareggiare fino al 1937 e fece anche da base progettuale per la successiva Tipo 308.
Il 15 settembre 2013 la vettura 8C-35 guidata da Tazio Nuvolari, parte della Scuderia Ferrari fondata da Enzo Ferrari, è stata pagata più di 7 milioni di euro (€ 7.070.693 /£5.937.500/$ 9.400.000 c.a.), cifra mai vista per un'Alfa Romeo. Il facoltoso acquirente è rimasto anonimo. L'Alfa Romeo rossa messa all'asta ha gareggiato in otto Gran Premi, prima di essere portata alla vittoria da Nuvolari nel 1936.